# Фелицин, Ростислав Иванович
Ростислав Иванович Фелицин (не позднее 1820-х годов, Москва — 1882) — русский художник, академик живописи Императорской Академии художеств.

## Биография
Родился в семье московских мещан. Обучался искусству живописи в Московском художественном классе.
В 1842 году за успешное усвоение рисунка и живописи получил от Императорской Академии художеств звание неклассного художника.
В следующем году был принят в ученики Академии.
Знаток российского сельского быта. Писал жанровые картины из народной жизни.
В 1857 году за картины «На крыльце избы» и «Чтение письма» Р. И. Фелицин был удостоен звания академика живописи народных сцен.
Кроме жанровых, Р. И. Фелицин писал также портреты. Все работы Фелицина наполнены любовью и отзывчивостью к изображенным персонажам.
В Государственном Русском музее сейчас находятся три работы художника Р. И. Фелицина: «Вдовушка» («Убит») (1852), «Деревенские девушки» (На крыльце избы) (1855), «Печальное известие» (Чтение письма) (1856).

## Сводный каталог произведений
| № | Картина | Название на русском языке          | Дата создания | Размер / Материал          | Местонахождение                                | Комментарии |
| - | ------- | ---------------------------------- | ------------- | -------------------------- | ---------------------------------------------- | ----------- |
|   |         | Вдовушка («Убит»)                  | 1852          | 138 × 125 см; масло, холст | Санкт-Петербург, Государственный Русский музей |             |
|   |         | Рыбак, плетущий сеть               | 1854          | 153 × 125 см; масло, холст | Владимир, картинная галерея                    |             |
|   |         | На крыльце избы                    | 1855          | 153 × 125 см; масло, холст | Санкт-Петербург, Государственный Русский музей |             |
|   |         | Печальное известие (Чтение письма) | 1856          | ? × ? см; масло, холст     | Санкт-Петербург, Государственный Русский музей |             |

## Ссылка
- Фелицин Ростислав Иванович